# Spilosoma papuana
Spilosoma papuana är en fjärilsart som beskrevs av Rothschild 1910. Spilosoma papuana ingår i släktet Spilosoma och familjen björnspinnare. Inga underarter finns listade i Catalogue of Life.